# Antony Costa
Antony Daniel Costa (* 23. června 1981 Edgware) je anglický zpěvák, skladatel a herec. Je nejlépe známý jako člen chlapecké skupiny Blue. Má řecké kořeny. Na začátku roku 2000 Costa a Duncan James přesvědčili Lee Ryana a Simona Webbeho, aby vytvořili skupinu Blue, která má několik úspěšných hitů, včetně „All Rise“, „Too Close“, „One Love“. Jeho debutové album Heart Full Of Soul vyšlo 3. července 2006 pouze v Japonsku v jeho nahrávací společností Globe Records. V únoru 2006 vydal svůj debutový sólový singl s názvem „Do You Ever Think of Me?“. Tento singl dosáhl maximálního počtu ve Velké Británii. Costa byl soutěžící v seriálu I'm a Celebrity… Get Me Out of Here! v roce 2005. Costa spolu s Blue reprezentoval Velkou Británii na soutěži Eurovision Song Contest 2011.